# Cracovia (traghetto)
Il Cracovia è un traghetto appartenente alla compagnia di navigazione polacca Polferries.

## Servizio
Varato il 9 settembre 2001 nel cantiere navale Astilleros Españoles di Siviglia con il nome di Murillo e consegnato il 14 marzo 2002 alla Trasmediterránea, prende servizio il 22 marzo successivo nei collegamenti tra Barcellona,Palma di Maiorca e Valencia
Nel luglio del 2010 viene trasferito nei collegamenti tra Cadice e le Canarie.
L'8 ottobre 2010 prende servizio nei collegamenti tra Barcellona e Tangeri Med. Nel 2011, torna regolarmente in servizio nei collegamenti da Cadice alle Canarie.
Il 25 aprile 2014 viene disarmato a Palma di Maiorca e messo in vendita.
Nel giugno del 2014 viene venduto alla Port Bulgaria West EAD e, ribattezzato Drujba, il 24 giugno salpa da Palma per Burgas. Il 15 agosto successivo prende ufficialmente servizio nei collegamenti tra Burgas e Novorossiysk.
Il 31 marzo 2017 ne viene annunciata la cessione alla Polferries, con consegna prevista a maggio.
L'11 maggio 2017 termina il servizio per il vecchio armatore ed il 16 maggio viene consegnato alla Polferries, dalla quale viene ribattezzato Cracovia.
Il 15 settembre 2017 prende servizio nei collegamenti tra Swinoujscie ed Ystad.

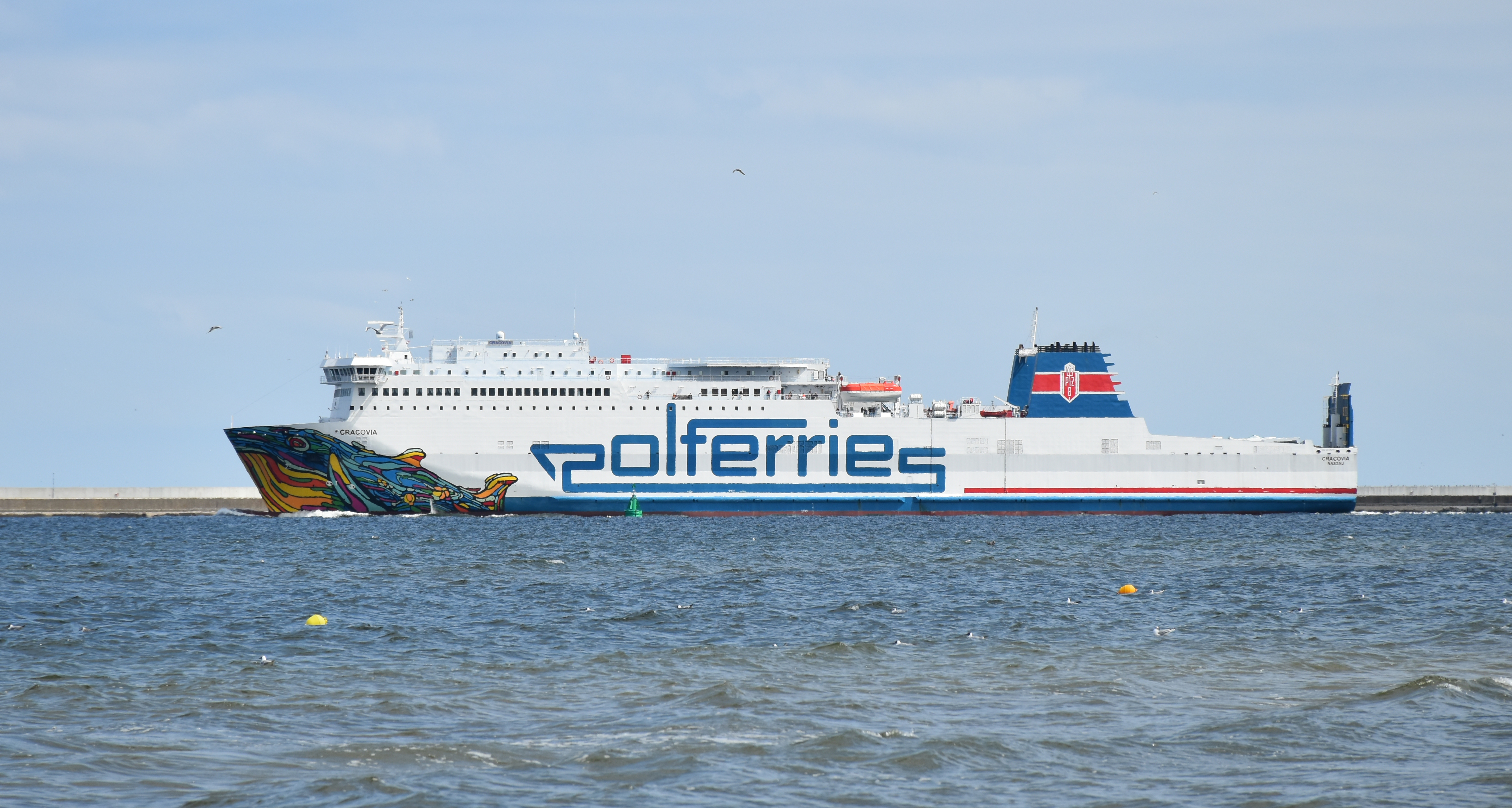
Il Cracovia in navigazione nel 2022.

Il 27 luglio 2024 termina il servizio per Polferries ed il 6 agosto successivo ne viene ufficializzato il noleggio alla neonata Nouris El Bahr Ferries.
Il 24 settembre 2024 salpa dunque da Swinoujscie per Algeri, dove giunge il 2 ottobre. Nello stesso mese prende servizio nei collegamenti tra Algeri, Marsiglia ed Alicante, dove opera tutt'oggi.

## Navi gemelle
- Acquarius Brasil
- Kaiarahi
- Finbo Cargo
- Isle of Inisheer